# Heike Geyer
Heike Geyer (geb. 23. Mai 1970 in Merseburg) ist eine deutsche Juristin. Seit  Juli 2024 ist sie Generalstaatsanwältin des Landes Sachsen-Anhalt und Leiterin der Generalstaatsanwaltschaft Naumburg.

## Ausbildung
Geyer schloss 1992 das Studium der Rechtswissenschaften an der Martin-Luther-Universität Halle-Wittenberg als Diplomjuristin ab. Nach dem Referendariat in Magdeburg legte sie 1995 die zweite juristische Staatsprüfung ab.

## Beruflicher Werdegang
1996 trat Geyer als Richterin auf Probe in den Dienst des Landes Sachsen-Anhalt. 1999 wurde sie zur Staatsanwältin auf Lebenszeit bei der Staatsanwaltschaft Halle ernannt. Eine Abordnung führte sie von 2001 bis 2003 an die Generalstaatsanwaltschaft Naumburg. Im Jahr 2005 wurde sie in Halle zur Oberstaatsanwältin befördert und 2008 zur ständigen Vertreterin des Behördenleiters ernannt. Im August 2017 wurde sie zur Leitenden Oberstaatsanwältin ernannt und leitete die Staatsanwaltschaft Halle bis zu ihrer Beförderung im Jahr 2024.
Kurz vor Geyers dortigem Dienstantritt als Leitende Oberstaatsanwältin waren der Staatsanwaltschaft Halle durch die Generalstaatsanwaltschaft Naumburg die wiederaufgenommenen Ermittlungen im Fall des Sierra Leoners Oury Yalloh übertragen worden, der 2005 in Dessauer Polizeigewahrsam durch ein Feuer in seiner Zelle umkam, was zunächst als Selbstmord eingestuft wurde. Der Leiter der Dessauer Staatsanwaltschaft legte nach Einholung neuer Gutachten in einem Vermerk vom April 2017 nieder, dass der Asylbewerber von Polizeibeamten angezündet worden sein könnte. Im Juni 2017 entzog die Generalstaatsanwaltschaft Naumburg der Staatsanwaltschaft Dessau das Verfahren mit der Begründung,  diese sei wegen anderer Mordermittlungen überlastet, und übertrug es nach Halle. Im Oktober 2017 stellte die mittlerweile von Geyer geführte Staatsanwaltschaft Halle die Ermittlungen erneut ein. Heike Geyer erklärte dazu, es hätten sich derzeit auch nach den neuen Gutachten „keine ausreichenden tatsächlichen Anhaltspunkte für eine Beteiligung Dritter an der Brandlegung ergeben“, deshalb sei keine weitere Aufklärung zu erwarten. Im weiteren Verlauf zog der Generalstaatsanwalt das Verfahren auf Weisung der zuständigen Justizministerin im Hinblick auf die überregionale Berichterstattung an sich.
Unter Geyers Leitung wurde bei der Staatsanwaltschaft Halle die landesweite Zentralstelle zur Bekämpfung von Hasskriminalität im Internet aufgebaut. Geyer kritisierte kurz nach ihrem Amtsantritt als leitende Oberstaatsanwältin in einem Interview auch die unzureichende polizeiliche Personaldecke in Sachsen-Anhalt, die aus ihrer Sicht dazu führt, dass bei kleineren Delikten Strafanzeigen nur noch polizeilich aufgenommen und unbearbeitet an die Staatsanwaltschaften weitergeleitet würden, was für beide Seiten unbefriedigend sei  und dem reibungslosen Funktionieren sowie dem Ansehen der Justiz insgesamt schade.
Bereits im Jahr 2020 sollte Geyer die Stelle als Generalstaatsanwältin antreten. Nach einem durchgeführten Konkurrentenstreitverfahren, in dem das Land Sachsen-Anhalt unterlag, führte die dadurch erforderliche Klärung dienstrechtlicher Fragen, in deren Folge das Beurteilungswesen reformiert wurde, zu weiteren Verzögerungen. Erst im Februar 2024 wurde das Besetzungsverfahren fortgesetzt und im Juli 2024 mit der Ernennung Geyers zur Generalstaatsanwältin abgeschlossen.